# أكاديمية لندن للموسيقى والفنون المسرحية
أكاديمية لندن للموسيقى والفنون المسرحية (أختصارها LAMDA ) هي مدرسة درامية تقع في هامرسميث ، لندن . إنها أقدم مدرسة للدراما في المملكة المتحدة. وأنها عضو مؤسس في اتحاد مدارس الدراما . 
أُعلن في 16 يناير 2018 أن بنديكت كومبرباتش قد خلف تيموثي ويست في منصب رئيس أكاديمية لندن للموسيقى والفنون المسرحية.  مديرة أكاديمية لندن للموسيقى والفنون المسرحية هي سارة فرانككوم ، التي خلفت المدير جوانا ريد في عام 2019.   في السنوات الأخيرة ، وجد أكثر من 98٪ من خريجي إدارة المسرح والمسرح الفني في عملًا في المجال الذي اختاروه في غضون أسابيع من التخرج ويعمل خريجو الأكاديمية بانتظام في المسرح الوطني الملكي وشركة شكسبير الملكية وشكسبير غلوب وويست إند بلندن و هوليوود وكذلك على بي بي سي وإتش بي أو وبرودواي . تم تسجيلها كشركة تحت اسم (LAMDA Ltd)  وكمؤسسة خيرية تحت اسمها التجاري أكاديمية لندن للموسيقى والفنون المسرحية.  هناك منظمة منتسبة في أمريكا تحت اسم أصدقاء آل إيه إم دي أيه الأمريكيين (أختصارها AFLAMDA).  
امتحانات أكاديمية لندن للموسيقى والفنون المسرحية في مجالات الكلام والدراما والتواصل والأداء التي يقوم بها الطلاب الخارجيون معترف بها من قبل دائرة أوف كوايل ، المنظم في إنجلترا ونظيراتها في ويلز وأيرلندا الشمالية. امتحانات أكاديمية لندن للموسيقى والفنون المسرحية المعتمدة في المستوى 3 أو أعلى معترف بها في نظام تعريفة يو سي إي اس .

## تاريخها
أسس هنري وايلد أكاديمية لندن للموسيقى عام 1861 ؛ وهذا يجعل الأكاديمية الأقدم من نوعها في بريطانيا[بحاجة لمصدر] ، بعد - على سبيل المثال - الأكاديمية الملكية للموسيقى (1822) ومدرسة كريستال بالاس للفنون والعلوم والأدب (1854). كان توفير التدريب والامتحانات في مختلف التخصصات الموسيقية في الأصل هو الغرض المهيمن للمؤسسة. ومع ذلك ، سرعان ما أصبح توفير تعليم اللغة الإنجليزية المنطوقة أحد المجالات الأساسية لعمل الأكاديمية.
في ثمانينيات القرن التاسع عشر ، بدأت أكاديمية لندن للموسيقى والفنون المسرحية في تقديم اختبارات الكلام للجمهور. ومنذ ذلك الحين ، تم تنقيح هذه الاختبارات وتطويرها إلى نظام شامل لتقييم الأداء. برزت امتحانات أكاديمية لندن للموسيقى والفنون المسرحية كأكبر مجلس للكلام والدراما في المملكة المتحدة.
في عام 1904 ، تم دمج المدرسة مع مؤسستين أخريين للموسيقى في لندن نشأتا منذ تأسيس الأكاديمية ، وهما مدرسة لندن للموسيقى (التي تأسست عام 1865) ومدرسة فورست جيت للموسيقى (التي تأسست عام 1885) والتي أعيدت تسميتها في عام 1906 بأكاديمية متروبوليتان في موسيقى. (قطعت أكاديمية متروبوليتان للموسيقى صلاتها بأكاديمية لندن للموسيقى في عام 1907.  ) في الوقت المناسب تم أيضًا دمج أكاديمية هامبستيد. تم تغيير الاسم إلى الاسم الحالي في عام 1935 ، تحت إشراف ويلفريد فوليس. في عام 1939 ، تم نقله من لندن بسبب الحرب. عندما أعيد افتتاحه في عام 1945 ، لم يعد يقدم التدريبات الموسيقية.
كان أكاديمية لندن للموسيقى والفنون المسرحية سابقًا عضوًا مشاركًا في المعهد الموسيقي للرقص والدراما ، بعد أن انضم في عام 2004 ، وحصل على تمويل من مكتب الطلاب من خلال المعهد الموسيقي. غادرت الكونسرفتوار في 31 يوليو 2019 لتصبح مؤسسة مستقلة ، وتتلقى الآن تمويلًا مباشرًا من مكتب الطلاب والبحث في إنجلترا .  

## المباني

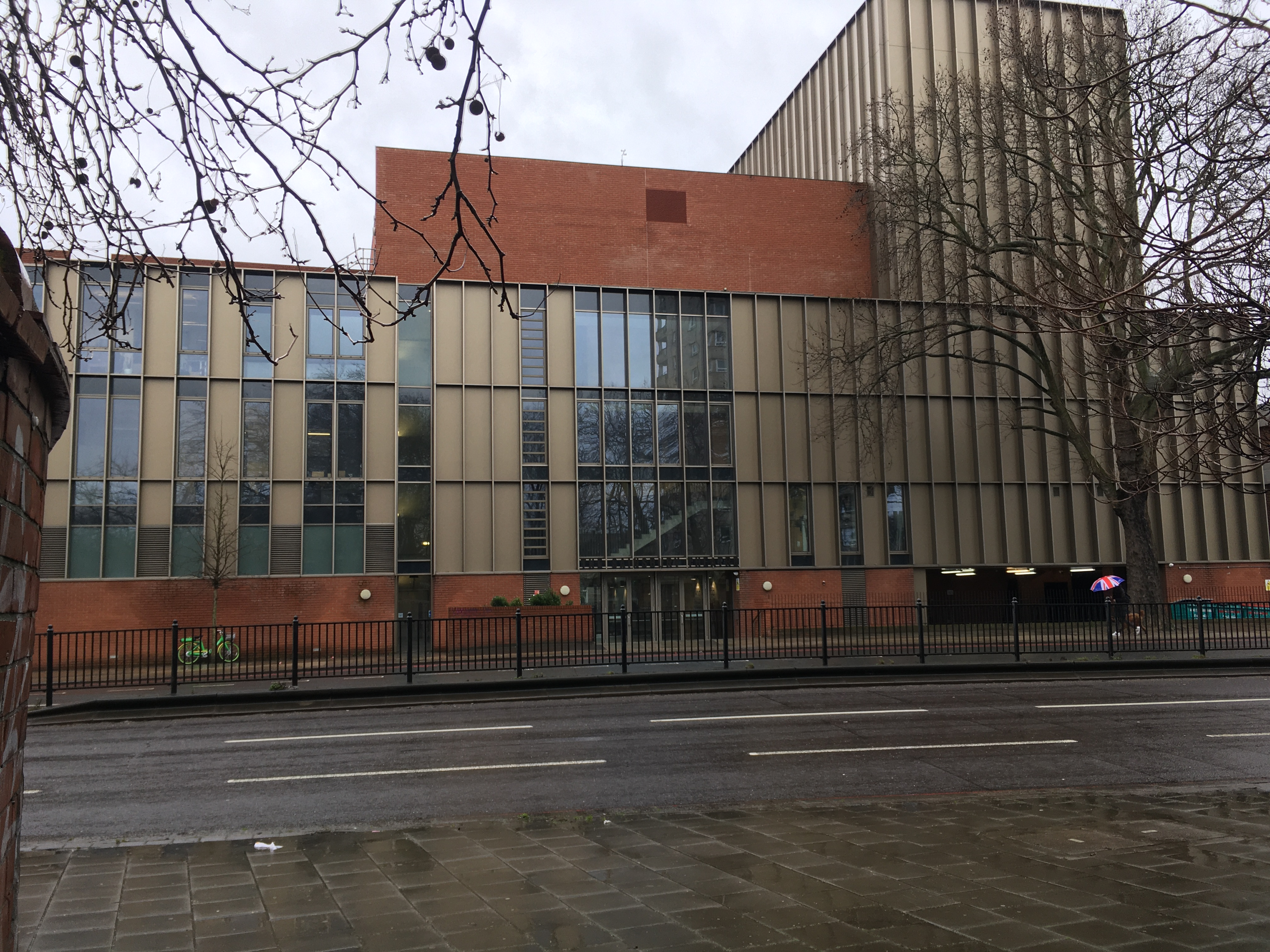
مبنى لامدا على طريق تالغارث

في عام 2003 ، قررت أكاديمية لندن للموسيقى والفنون المسرحية نقل مدرستها التعليمية والمسرح إلى موقعها الحالي في هامرسميث في غرب لندن. استحوذت على المبنى القديم لمدرسة الباليه الملكية في طريق تالغارث .
مكّن الانتقال إلى طريق تالغارث أكاديمية لندن للموسيقى والفنون المسرحية من تطوير حرم جامعي بمرافق تدريب جديدة صممها شركة المهندس المعماري نيال ماكلولين .  كان الموقع في السابق موطنًا لمدرسة رويال للباليه ، التي انتقلت إلى مرافق جديدة مشيدة لهذا الغرض بجوار دار الأوبرا الملكية .
يحتوي مجمع أكاديمية لندن للموسيقى والفنون المسرحية على ثلاثة مسارح ومساحات تدريب مختلفة وغرف اجتماعات. المسارح الثلاثة هي مسرح سينسبري ومسرح أستوديو كارني و استوديو لينبري. 

## المجالس والإعضاء الفخريون
- الرئيسة: صاحبة السمو الملكي الأميرة الكسندرا ، السيدة الفاضلة أوجيلفي .

### مجلس الأمناء
- الرئيس: بيندكت كامبرباتش سي بي أي
- نائب الرئيس: جانيت سوزمان دي بي أي
- الرئيس: شون وودوارد
- نائب الرئيس: توم شاندوس ، سارة هابرفيلد
- أعضاء مجلس الإدارة الآخرين: شامز عليبهاي، مات أبلوايت، أولغا باسيروف، مارك كورنيل، محمد داستباز، جوان هيرست، باتريشيا هودج، توماس لينغ بيكر، إبريل ماكماهون، جون أوين، كارول آن أبتون، هيلين رايت.[15]

### الأعضاء الفخريون
- إيلين كولينز
- كولن كوك
- زوي دومينيك
- مايكل فورست

## روابط خارجية
- الموقع الرسمي